# کاردینهام
کاردینهام (به انگلیسی: Cardinham) یک روستا و محله مدنی در بریتانیا است که در کورنوال واقع شده‌است. کاردینهام ۶۲۳ نفر جمعیت دارد.